# Age of Empires: The Rise of Rome
Age of Empires: The Rise of Rome (с англ. — «Эпоха империй: Расцвет Рима») — дополнение к стратегии в реальном времени Age of Empires. Входит в серию Age of Empires. Разработана американской компанией Ensemble Studios и издана Microsoft Game Studios 31 октября 1998 года для ПК под управлением Windows.
Age of Empires: The Rise of Rome, как и оригинал — историческая стратегия: её действие разворачивается в период античности, а кампания повествует о реальных исторических событиях. Собственно кампания Age of Empires: The Rise of Rome повествует о периоде становления и расцвета Древнего Рима и добавляет в игру соответствующий контент.

## Новые особенности
Age of Empires: The Rise of Rome содержит новый дизайн архитектуры Древнего Рима, который присвоен четырём новым цивилизациям: собственно римлянам, пальмирцам, македонянам и карфагенянам. Кроме того в игру добавлены четыре исследуемые технологии и пять новых игровых юнитов.
Среди новых возможностей присутствует возможность выделения юнитов одного типа с помощью двойного щелчка мышью на одном юните. Также добавлена очередь постройки юнитов.
Механизм поиска пути игрового ИИ был улучшен.
Геймплейные изменения включали добавление бо́льших карт, улучшение интерфейса, добавление очереди юнитов, использование специальной клавиши для сбора бездействующих юнитов, балансировка повреждений, наносимых катапультами, и увеличение максимальной численности всех юнитов.
Для дополнения была написана новая музыка, которая полностью заменила оригинальный саундтрек.

## Кампании
В игре присутствуют 4 новые кампании: «Восход Рима» (Rise of Rome), «Да здравствует Цезарь» (Ave Caesar), «Римский мир» (Pax Romana) и «Враги Рима» (Enemies of Rome). Первая кампания покрывает период становления Рима, Пунических войн и войну с Митридатом вплоть до начала I века до н. э. Вторая кампания целиком посвящена Цезарю и содержит ключевые битвы с участием великого полководца. Третья кампания покрывает период становления Империи вплоть до падения Рима от нашествия варваров. Четвёртая кампания содержит разнообразные миссии от лица 4 новых цивилизаций.

## Отзывы
| Сводный рейтинг | Сводный рейтинг |
| Агрегатор       | Оценка          |
| --------------- | --------------- |
| GameRankings    | 79,83 %         |

Сайт GameWorldNetwork поставил игре оценку в 93% и заявил, что «The Rise of Rome» больше похожа на отдельную полноценную игру, чем на дополнение.

## Внешние ссылки
- microsoft.com/portugal/j… — официальный сайт Age of Empires: The Rise of Rome
- Коллекция рецензий на Age of Empires: The Rise of Rome